# 华沙西站

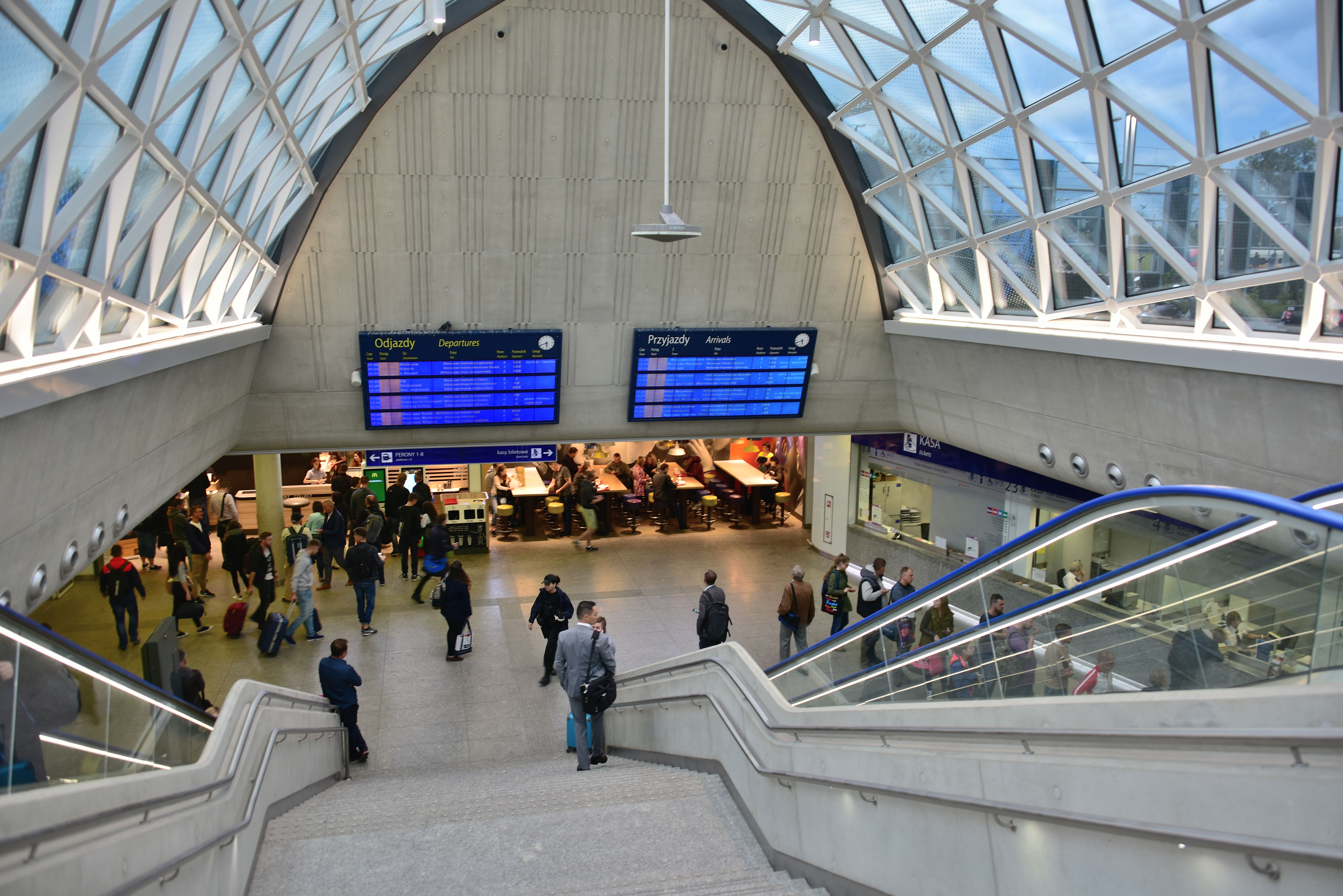
車站大廳

华沙西站（波蘭語：Warszawa Zachodnia），为波兰首都华沙市的主要鐵路車站之一，開業於1936年，目前有8座月台，16個股道。
在2018年，該車站每天服務約40,200名乘客，在波蘭排名第8。